# Hansjörg Aschenwald
Hansjörg Aschenwald (* 28. Juni 1965 in Schwaz, Tirol) ist ein ehemaliger österreichischer nordischer Kombinierer.
Aschenwald trat bei den Olympischen Winterspielen 1988 in Calgary im Team und im Einzel an. In letzterem konnte er den 24. Platz belegen. Mit seinen Teamkollegen Günter Csar und Klaus Sulzenbacher erreichte er im Staffelwettkampf den dritten Platz und gewann somit die Bronzemedaille. Sein bestes Resultat im Weltcup war ein zehnter Platz. Im Gesamtweltcup konnte er in den Saisons 1990/91 und 1992/93 jeweils den 30. Platz erreichen.

## Privates
Sein Sohn ist der Skispringer Philipp Aschenwald.